# HIST1H4G
HIST1H4G (англ. Histone cluster 1 H4 family member g) – білок, який кодується однойменним геном, розташованим у людей на короткому плечі 6-ї хромосоми. Довжина поліпептидного ланцюга білка становить 98 амінокислот, а молекулярна маса — 11 009.
| 10         |  | 20         |  | 30         |  | 40         |  | 50         |
| ---------- |  | ---------- |  | ---------- |  | ---------- |  | ---------- |
| MSVRGKAGKG |  | LGKGGAKCHR |  | KVLSDNIQGI |  | TKCTIRRLAR |  | HGGVKRILGL |
| IYEETRRVFK |  | VFLENVIWYA |  | VTNTEHAKRK |  | TVTAMAVVYV |  | LKRQGRTL   |

A: Аланін

C: Цистеїн

D: Аспарагінова кислота

E: Глутамінова кислота

F: Фенілаланін

G: Гліцин

H: Гістидин

I: Ізолейцин

K: Лізин

L: Лейцин

M: Метіонін

N: Аспарагін

Q: Глутамін

R: Аргінін

S: Серин

T: Треонін

V: Валін

W: Триптофан

Білок має сайт для зв'язування з ДНК. 
Локалізований у ядрі, хромосомах.